# Palaeomolis hampsoni
Palaeomolis hampsoni là một loài bướm đêm thuộc phân họ Arctiinae, họ Erebidae.